# Winkleigh (ort i Australien)
Winkleigh är en ort i Australien. Den ligger i regionen West Tamar och delstaten Tasmanien, i den sydöstra delen av landet, omkring 180 kilometer norr om delstatshuvudstaden Hobart. Antalet invånare är 285.
Runt Winkleigh är det mycket glesbefolkat, med 4 invånare per kvadratkilometer.. Närmaste större samhälle är Beaconsfield, omkring 10 kilometer norr om Winkleigh. 
I omgivningarna runt Winkleigh växer i huvudsak städsegrön lövskog. Genomsnittlig årsnederbörd är 1 279 millimeter. Den regnigaste månaden är augusti, med i genomsnitt 174 mm nederbörd, och den torraste är januari, med 42 mm nederbörd.